# Fericire

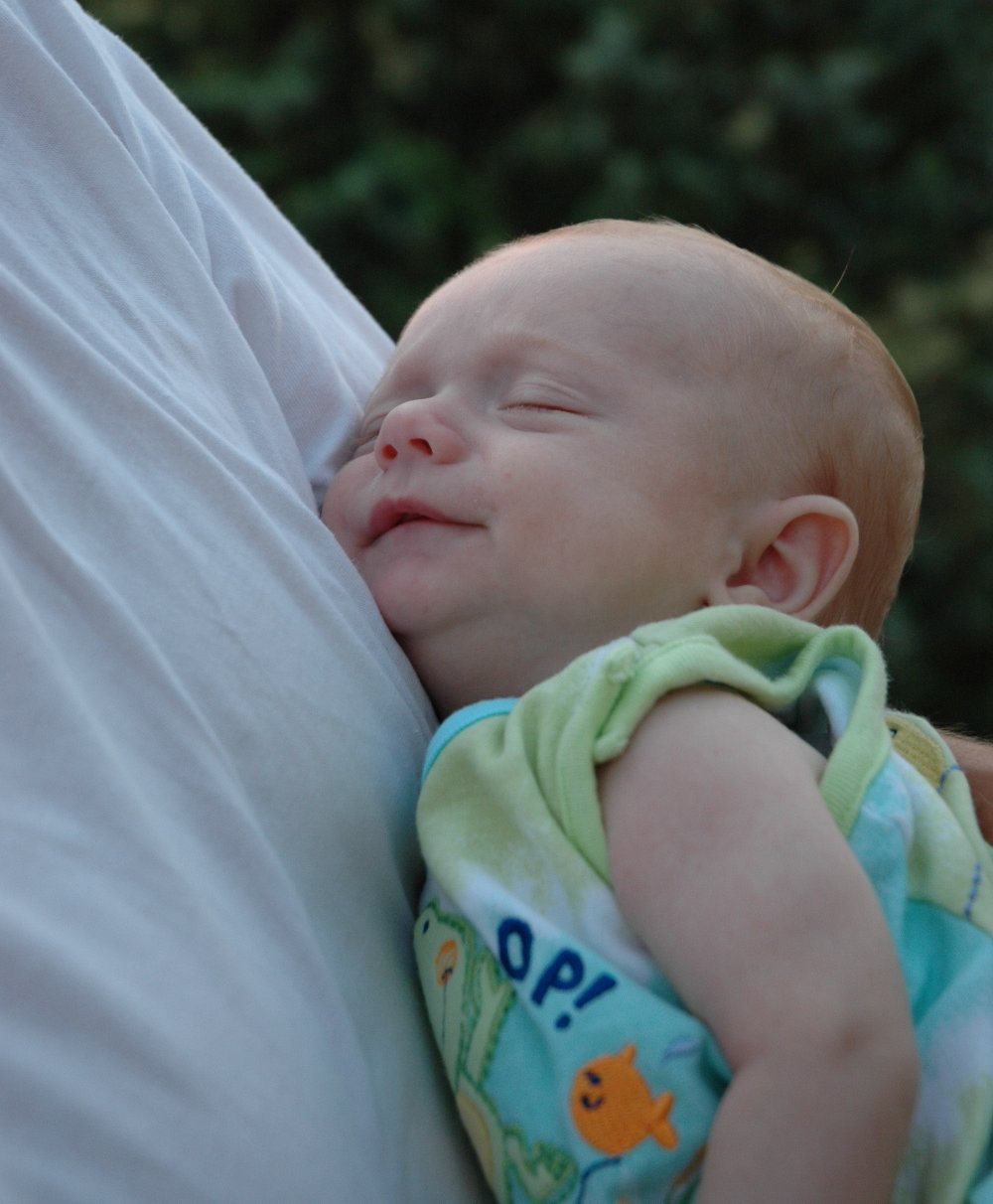

Fericirea este o stare mentală de bine, fiind caracterizată de emoții pozitive sau plăcute, de la mulțumire la bucurie intensă. Diferite abordări biologice, psihologice, religioase și filozofice s-au străduit să definească fericirea și să identifice sursele sale. 
Diverse grupuri de cercetare, inclusiv psihologia pozitivă, au făcut eforturi pentru a aplica o metodă științifică de a răspunde la întrebări despre ceea ce este „fericirea” și cum am putea-o atinge.
Filozofii și gânditorii religioși de multe ori definesc fericirea în termeni de a trăi o viață bună sau înfloritoare, mai degrabă decât pur și simplu ca o emoție. Fericirea socratică este viața în conformitate cu etica și nu e neapărat însoțită de emoții pozitive.
Fericirea este „starea de mulțumire sufletească intensă și deplină”. Fiind o stare sufletească profundă are și o arie de exprimare extinsă. De pildă:
- „din fericire, locuțiune adverbială — printr-un concurs de împrejurări favorabile.”[2]
- „fericit, adjectiv, uneori substantivat — care se află într-o stare de deplină mulțumire sufletească, plin de bucurie”.[3]
- „fericit, substantiv masculin — primul grad de sfințenie acordat de sinod sau de papă”.[4]

## Etimologie
Substantivul românesc fericire este o schimbare a categoriei morfologice a formei lungi a infinitivului verbului a ferici, fericire. Acesta, la rândul său, este un derivat al adjectivului ferice. Adjectivul românesc ferice este moștenit de limba română din latină fēlix, felīcis: „roditor”, „cu succes”, „fericit”, „ferice”, „norocos”, „aducător de noroc”, „de bun augur”, „propice”, „salutar”, „care te fericește”, „delicios”, „încântător”, „bogat”, „favorabil”, „fecund”, „priceput”, „talentat”. În limba română, dar și în alte limbi neolatine, a fost moștenită forma de acuzativ singular, în cazul de față, felīcem, urmând legile fonetice cunoscute: căderea consoanei finale „-m”, trecerea lui „-l-” intervocalic la „-r-”.
Este de amintit faptul că radicalul fe- semnifică „abundența”, „bogăția”, „prosperitatea”.